# 이특 (성한)

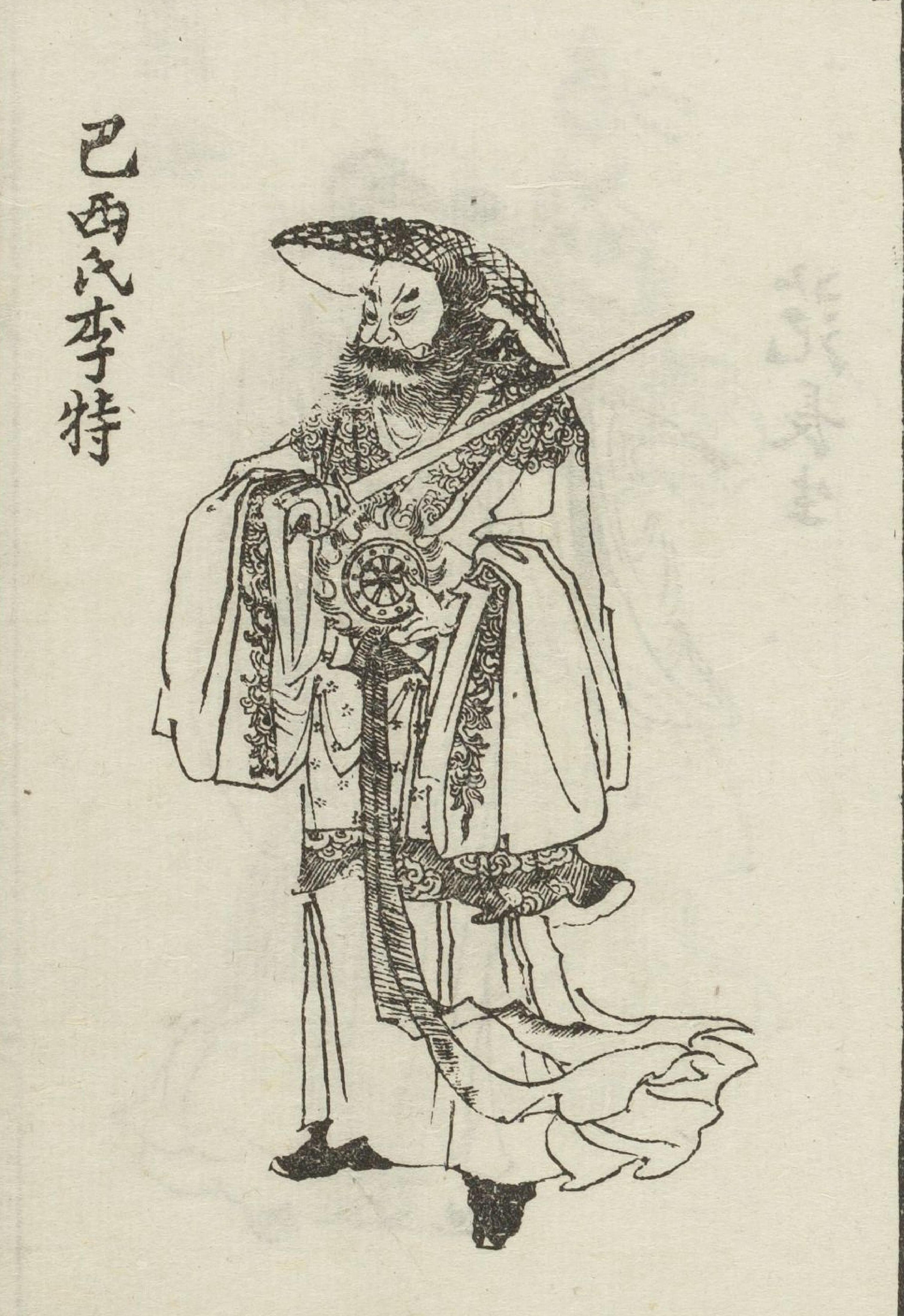
이특

이특(李特, ? ~ 303년)은 오호 십육국 시대 파저족(巴氐族) 출신의 무장으로 성한(成漢)을 건국한 이웅(李雄)의 아버지이다. 자는 현림(玄林), 이웅에 의해 황제로 추존되어 묘호를 시조(始祖), 시호를 경제(景帝)라고 하였다.

## 생애
이특은 파저족 출신으로 무용으로 이름난 명사였다. 298년, 옹주(雍州 : 간쑤성 동부) 지역에 기근이 들어 천수(天水) 등 6개 군에서 많은 유랑민이 발생하였다.
이들 유랑민은 이특 · 이상 형제를 우두머리로 하여 한중(漢中)으로 이동하였는데, 서진(西晉) 정부가 이들 유민을 해산시키려고 하였다. 이에 이특은 지방관에게 뇌물을 써서 이를 무마하고 촉(蜀)으로 이주할 수 있도록 하였다.
300년, 서진의 익주자사(益州刺史) 조흠(趙廞)이 반란을 일으키자 이에 협력하여 조흠이 익주를 장악할 수 있도록 하였다. 그러나 301년에 조흠이 이특 형제의 힘을 두려워하여 이특의 형인 이상을 주살하고 이특도 죽이려 하였다. 이에 이특은 반격하여 성도(成都)를 점령하고 조흠을 죽였다.
이때 서진의 나상(羅尚)이 이끄는 토벌군이 근접해 오자, 이특은 나상에게 성도를 넘겨주고 항복하였다. 이 공적에 의해 이특은 선위장군에 임명되고, 장락향후(長樂郷侯)에 봉해졌다.
이후 나상은 이특을 따르는 유민들을 해산시켜 고향으로 돌아갈 것을 명하였고, 이특은 유민들로부터 추대받아 거병하였다. 이특은 진북대장군(鎮北大將軍)을 자칭하고, 촉의 백성들에게 간략한 법령을 약속하고 재화를 베풀며 인재를 선발했다. 302년에는 대장군과 익주목(大將軍, 益州牧)을 자칭하였다.
303년 정월, 이특은 성도의 소성(小城)을 함락하고 나상의 군대를 태성(太城)에 고립시키는데 성공하였다. 이에 연호를 독자적으로 정하여 독립적인 세력임을 표방하였다.
그러나 성도 함락 이후 이특은 방심하여 경계를 게을리 하였으며, 이로 인해 2월에 기습해온 나상의 군대에 의해 살해되었다.
| 전 대 - | 제0대 성한 황제 303년 | 후 대 이류(李流) |